# Spieleverlag
Ein Spieleverlag ist ein Verlag, dessen Kernkompetenz Gesellschaftsspiele sind. Damit ist ein Spieleverlag ein Unternehmen, dessen Betriebszweck der Erwerb des Verlagsrechts (Akquise) mit der Absicht der Vervielfältigung und Verbreitung (Vertrieb) von Gesellschaftsspielen auf eigene Rechnung ist, und unterliegt denselben rechtlichen Rahmenbedingungen wie Verlage, die Bücher oder andere Medien veröffentlichen. Die Spieleverlage sind Teil der Spielwarenindustrie und bilden eine wichtige Schnittstelle zwischen dem Spieleautor und den Endkunden. Dabei können Spieleverlage das Spiel im Direktvertrieb, über Händler oder über Großhändler an Händler vertreiben.
Gesellschaftsspiele werden häufig von Spieleautoren und Illustratoren in ähnlicher Art und Weise wie Literatur in Buchform erstellt. Ein Spieleautor oder ein Lizenznehmer überträgt einem Spieleverlag das Verlagsrecht an einem Werk.
In Deutschland wird der Spieleautor oder der Lizenznehmer durch einen Verlagsvertrag i. S. d. § 1 VerlG verpflichtet, sein Werk dem Verleger zur Vervielfältigung und Verbreitung zu überlassen. Der Verleger wird im Gegenzug zur Vervielfältigung und Verbreitung verpflichtet.
In Deutschland gibt es den Verein Spieleverlage e.V. als Interessenvertretung einiger deutscher Spieleverlage. Spieleverlage e.V. ist eine Fachgruppe innerhalb des Deutschen Verbandes der Spielwarenindustrie (DVSI).

## Redaktionelle Arbeit
Häufig tritt ein Spieleautor mit einem Prototyp eines Spiels an einen Spieleverlag heran. Redakteure in einem Spieleverlag bewerten diese Prototypen und entwickeln sie mit dem Spieleautor zu einem fertigen Spiel. Redakteure suchen aber auch aktiv nach Spielen für den Verlag oder betreuen Eigenentwicklungen des Verlags.  
Außerdem beschäftigen sich Redakteure auch mit der Lokalisierung ausländischer Spiele für den nationalen Markt. Dabei ist der Aufwand des Redakteurs bzw. des Verlags für Lokalisierungen wesentlich geringer als für eine Eigenentwicklung des Verlags, da bei der Lokalisierung ein fertiges Spiel vorliegt.
Sollte für ein Spiel ein Illustrator notwendig sein, ist der Redakteur in der Regel auch der Ansprechpartner für den Illustrator.

## Produktion
Der Verlag ist auch verantwortlich für die Produktion eines Spiels. Dabei gibt es Verlage mit eigener Produktion und Verlage, die Spiele bei Unternehmen produzieren lassen, die sich auf die Produktion von Spielen spezialisiert haben. 

## Kleinverlag
Ein Kleinverlag ist ein Spieleverlag, der sich auf die Produktion und Veröffentlichung von Gesellschaftsspielen in kleineren Auflagen spezialisiert hat. 

## Genossenschaftsverlag
Ein Genossenschaftsverlag ist ein spezieller Großhändler für Kleinverlage und wie eine Genossenschaft organisiert. Der Kleinverlag muss dazu in der Regel einen Genossenschaftsanteil erwerben.

## Selbstverlag
Selbstverlag oder Eigenverlag bezeichnet die Veröffentlichung eines Gesellschaftsspiels durch den Spieleautor selbst. 

## Liste von Spiele-Verlagen
Für eine Liste von Spieleverlagen siehe Kategorie:Spieleverlag.
Für eine Liste von deutschen Spieleverlagen siehe Kategorie:Spieleverlag (Deutschland).